# Romulea pearsonii
Romulea pearsonii är en irisväxtart som beskrevs av M.P.de Vos. Romulea pearsonii ingår i släktet Romulea och familjen irisväxter. Inga underarter finns listade i Catalogue of Life.